# Bilichild (Gattin Childerichs II.)
Bilichild (in Frankreich auch Bilichilde, wie auch Bilithilde, Bilichildis und Bilihildis) (* um 654; † (ermordet) 675) war eine fränkische Königin und Ehefrau von Childerich II., dem König von Austrasien.
Bilichilds Eltern waren Sigibert III. von Austrasien und Chimnechild, deren Herkunft unbekannt ist. Bilichild hatte einen Bruder namens Dagobert. 662 wurde Bilichild noch im Kindesalter mit ihrem Halbvetter Childerich verheiratet, einem der drei Söhne von Chlodwig II., dem König von Neustrien, und seiner Ehefrau, Königin Bathilde. Durch die Heirat mit Bilichild sollte Childerichs Herrschaft über Austrasien legitimiert werden, denn Bilichilds Bruder Dagobert lebte inzwischen im Exil und wurde bei der Erbfolge übergangen. Die Regentschaft über Austrasien während der Minderjährigkeit des Königspaars übernahm Bilichilds Mutter Chimnechild. 673 wurde Childerich nach dem Tod seines älteren Bruders Chlothar III. auch König von Neustrien und vereinigte somit das gesamte Reich der Merowinger unter seiner Herrschaft.
Im Herbst 675 wurden Bilichild und ihr Mann bei der Jagd infolge einer Adelsverschwörung umgebracht, die vom neustrischen Adligen Bodilo ausging. Dieser war von Childerich zu einer ehrenrührigen Strafe verurteilt worden. Zu Bodilos Mitverschwörern zählten Amalbert, der vermutlich Graf von Noyon war, und Ingobert. Bei der Ermordung des Königspaars wurde auch Bilichilds etwa fünfjähriger Sohn Dagobert getötet. Des Weiteren wird berichtet, dass Bilichild damals mit einem weiteren Kind schwanger war. Lediglich ihr Sohn Chilperich, der vermutlich nicht bei der Jagdgesellschaft war, überlebte und wurde unter dem Namen Daniel zunächst in ein Kloster gebracht.
Bischof Ouen (Audoin) von Rouen ließ die Leichname der Königsfamilie nach Paris bringen und in der Abtei Saint-Germain-des-Prés, der Königsnekropole der Franken, beerdigen. Dort wurden auch Bilichilds und Childerichs Sarkophage 1656 wiederentdeckt.